# 韓流

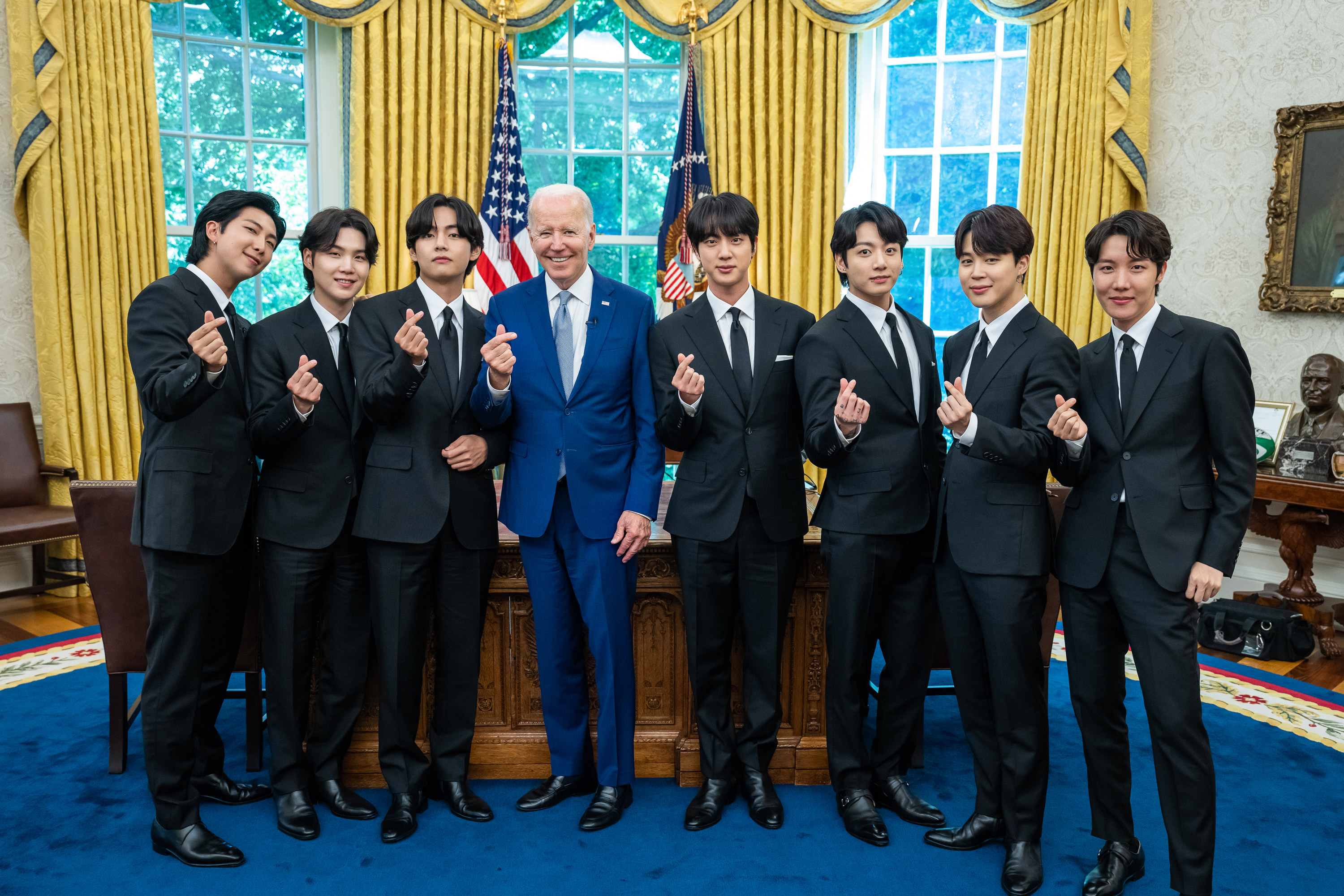
BTSとジョー・バイデン米大統領（2022年・ホワイトハウス）

韓流（ハンりゅう、かんりゅう、ハングル: 한류; ハンチャ: 韓流; RR: Hallyu; lit. Korean Wave;  listen）は、1990年代後半から東アジアで始まり、その後世界的に広がった韓国大衆文化の流行を指す。ドラマ、映画、音楽（K-POP）、ファッション、料理など、幅広い分野に波及している。このうち、ドラマを含むテレビ番組や映画、K-POPについては「Kコンテンツ」とも呼ばれている。
2000年には音楽デュオ・クローンの楽曲「初恋」が台湾でヒットし、音楽においても注目され始めた。また、日本では2003年頃から韓国ドラマ『冬のソナタ』放送が契機となって始まった。韓国大衆文化の人気の高まりにより、韓国のブランドイメージの上昇と関心向上、外交への貢献などの波及効果がもたらされた。

## 韓流振興の概要
1997年のアジア通貨危機によって韓国がIMF危機と呼ばれる国家的経済危機に陥ると、韓国は経済再建の戦略として文化産業振興を掲げて、1998年に金大中大統領の『文化大統領』宣言に基づき、1999年、法律的な土台として『文化産業振興基本法』が制定され、2001年にコンテンツ産業を専門的に支援するための中心的な政府機関となる「韓国文化コンテンツ振興院」が設立され、文化産業の育成と輸出振興のための助成が行われた。韓国内各地の大学にも実用音楽科や映像学科、また専門学校も多数設立され、K-POPや韓国ドラマブームの担い手が育つこととなった。日本のテレビドラマの価格上昇や香港映画の衰退などの追い風も受けて、韓国の俳優や音楽など大衆文化に対する人気が高まってブームが形成された。この現象が台湾で「韓流熱風」と言い表され、2001年には日本でも「韓流」という言葉が用いられるようになり、韓国に逆輸入された。

### 投資
K-POPを対象としたETFの発行で、アメリカ合衆国の投資家らは韓国のエンターテインメント産業に触れることになっており、｢KPOP and Korean Entertainment ETF（KPOP ETF）｣で、テーマ投資戦略を個人投資家などに提案するアメリカ金融市場のトレンドを継続し、ニューヨーク証券取引所（New York Stock Exchange）で取り引きを始めたKPOP ETFは、日本の証券コードに相当するティッカー・シンボルは｢KPOP｣で、韓国取引所（Korea Exchange）に上場しているエンタテインメントやインタラクティブ･メディア事業を行う企業に投資できるようになっている。

## アジアでの評価・影響
1990年代末期から、韓国のテレビドラマや映画がアジア各国へ輸出されているが、韓流商品の2012年の売上高はアジアが99%（うち日本が80%）でアジア（特に日本）に集中している。 後には、中国への輸出が増加し、日本での売上高は減少した。また、韓国の芸能人は高い収益を目的に、韓国の国威掲揚や海外ファンとの交流なども兼ねてアジアに進出している。2011年11月、韓国の海外文化広報院は日本、中国、ベトナムなどアジアの8地域に84の韓流ファンクラブがあり、会員231万人が所属していると公表した。新韓流の主役であるK-POPは、アジア諸国や北米・欧州でもファンが増え、第25回韓国ゴールデンディスク大賞では70万人のアジアのファンが投票に参加したと発表している。

### 台湾
K-POP、韓国ドラマ、韓国映画、韓国料理など、韓国のポップカルチャーはどれも台湾で人気がある、台湾人は韓国に対して非常に肯定的な評価をしています。

### 東南アジア
シンガポール、タイで、韓国ドラマがしばしば放送されている。

### 北朝鮮
2000年代、韓国は、北朝鮮に対して太陽政策をとっていたため、一部韓国のエンターテイメントが北朝鮮国内でも視聴されていたが、2010年に、韓国がこの太陽政策を終了したため、以降、北朝鮮では、韓国のドラマ・歌謡曲などはすべて禁止されている。
韓国エンターテイメント関連の視聴禁止を破った未成年者は、刑務所ではなく若者向けの労働収容所に送られた。刑罰は通常5年未満だったが、2020年に反動思想文化排撃法が制定され、韓国のエンターテイメントの映像を見たり配信したりすることの最高刑は、死刑まで適用可能とった。2022年に、10代の2名の男子が、韓国ドラマ視聴の犯罪のために、数百人の衆人のなかで手錠をかけられ、12年の重労働の刑罰を言い渡される映像が、北朝鮮政府により撮影され、イデオロギー教育と「退廃的な録画」の禁止・警告目的で国内配布されている。その映像内で、韓国文化の広がりに対して「腐った傀儡政権の文化が10代の若者にまで広がっている」という言及がある。2024年1月18日のBBCコリアの取材によると、脱北者が、「アメリカのドラマを見ていて捕まっても、賄賂を払えば逃げられる。でも韓国のドラマを見ていたら銃殺される」と、話している。

### 中国
中国では、2006年に入って自国ドラマ保護の観点から、韓国ドラマを規制する動きが表面化している。2006年10月27日付の朝鮮日報によると、KBSの放送映像物の輸出は前年比67%減となった。しかし、学歴や所得水準が低い中国人に韓流ドラマの人気は高く、その理由をソウル大学メディア情報学科のカン・ミョング教授は「韓国ドラマはロジックに乏しく、視聴時に脳を動かす必要がないことが低収入・低学歴の層に受け入れられている」と分析している。また、韓国の化粧品ブランド「ラネージュ」は韓流女優を前面に出した広告宣伝を積極的に行い、低価格コスメのシェアを急速に広げている。
また、一部の歴史ドラマ（「朱蒙」（2006年MBC）「太王四神記」（2007年MBC）「風の国」（2008年KBS2）「淵蓋蘇文」（2006年SBS）「大祚榮」（2006年KBS）など）は中国政府による高句麗・渤海への歴史認識（東北工程）に反するので、中国では放送禁止となっていた。
2016年7月のTHAADミサイルの韓国配置に反発する措置として、中国で韓流スターの露出を制限・禁止する「限韓令」が出ていた。同年8月以降、テレビで韓流スターにモザイクがかけられたり、中国で映画を撮影する予定だった韓国人監督にビザがおりなかったりすることがあった。同年11月には韓国団体の中国での演出禁止、新規韓国芸能企画会社に対する投資禁止、1万人以上を動員する韓国アイドルの公演禁止、韓国ドラマ・芸能協力プロジェクトの締結禁止、韓国芸能人が出演するドラマの中国内での放送禁止などの追加措置が発動した。韓国企業・ブランド・広告モデルなど、韓国を表すあらゆる要素についても放送を禁止する条項も含まれていたという。ただ、口頭で指示されることが多く、裏付けが難しかった。

## 欧米での評価と影響力
韓流が日本で流行すると、日本でブームになった大衆文化として韓流の付加価値が生じて韓流への注目が高まり、欧米への普及が進んだ。

### アメリカ
2000年代の中期、アメリカにも多数の韓国テレビドラマが進出したが、アメリカ芸能雑誌「ハリウッド・レポート」と「ビルボード」の記者であるマーク・ラッセルは、韓流などというものは存在せず、「死んだと表現さえできない、最初から生きていた時もない虚像だ」と述べ、“韓流”をゾンビ・ウェーブと名付けた。しかしながら、ジェイン・ケーガンUCLA社会教育院大衆文化・芸術研究所長は韓国・中央日報のインタビューで「韓流が世界の文化の中心になってきている」と述べている。2009年に韓国の韓国の大手芸能事務所JYPエンターテインメントが米国に現地法人を作るが、赤字が続いたため、2012年に撤退に至った。
2009年7月、Wonder Girlsの動画が、YouTubeのミュージシャンチャンネル部門で、アクセス数1位を記録したことを契機に、Youtubeのアクセス数の記録が、韓流の動画によって次々と更新されていった。
2018年にはBTSがビルボードアルバムチャート「ビルボード200」で2連続1位を記録、またアメリカの音楽雑誌ローリング・ストーンに2010年から2019年の10年間で起きた「最も記憶すべき瞬間」の一つとしてBTSのアメリカでの活動が選ばれた。

### フランス
2009年の中央日報記事ではフランスのアンケート調査機関（IPSOS）がフランス人向けに行った調査によれば、41%のフランス人が「韓国がどのような国か分からない」と回答していたが、2011年の中央日報の論説では「フランスでも韓流に対する関心が高いという話だ」（安哲秀研究所代表理事 キム・ホンソン）と紹介している。朝鮮日報によれば、2011年にフランスの公共放送フランス2が「韓国、秘められた底力」というドキュメンタリー番組を放送し、K-POPアイドルたちの活動など韓流ブームを紹介したという。東亜日報は2012年に韓国観光公社がフランスに居住する韓流ファン3775人に行った調査から、フランスの韓流ファンは10万人以上と推測している。2011年6月10日にSMエンタテインメントがパリ初公演を行ったことから、6月10日を全世界に向けて「K-POPインベージョン（侵略）」の幕開けを宣言した歴史的な日として記念している。
2011年の中央日報は最近ではフランスでも韓流に対する関心が高いとし、仏ボルドー大言論情報学科のホン・ソクキョン教授は「日本の漫画をドラマにした韓国ドラマを楽しみ、K-POPに進化した」と診断していると伝えた。またなぜか日本文化をヨーロッパに紹介するジャパンエキスポに乱入しており、日本のJ-CASTによれば2004年ごろから韓流コンテンツが登場し、日本の経済産業省の関係者は「韓国はとうとうここまで来たのか」と語ったという（日本政府の立場はフランスの民間で行われているイベントなので介入は行わないという姿勢）。韓国コンテンツ振興院の関係者は「ジャパンエキスポに用意した展示館では韓国漫画関連コンテンツ情報だけ展示した」「タイトルがジャパンエキスポになっているが、この行事は漫画、アニメーションコンテンツを主に紹介する展示会」としてK-POPなどを紹介したというのは事実無根と語ったという。また、2011年中央日報では「日本文化とともに（韓国文化に対する）人気が少しずつ高まっていたが、今は日本マニアが下落し、ついに韓国文化に関心を抱く非常に良い時になった」とのフランス出身の放送関係者の話を報じている。
フランスにはパリを拠点とするフランスの韓国大衆文化同好会「KOREA CONNECTION」がある。この団体はパリを拠点に剣道や忍術などを韓国文化として紹介するイベントを開催したり、2011年6月に開催されたSMエンタテインメントのパリ公演では、シャルル・ドゴール空港の入国ロビーに集まった1000人余りのうちの大部分を占めたり、K-POPコンサートの追加公演を求めてパリ市内でデモ活動などをしている。（2012年は「韓国の漫画」をフランスに普及させることをテーマに活動している。）
フランスで2012年2月8日に開催されたK-POPフェスティバル「ミュージックバンク in パリ」は、1万人の韓流ファンが集まったと報道されたが、現地の報道は「まばらな観客にもかかわらず、少年少女たちが歌とダンスを熱心に披露した」と紹介している。
朝鮮日報は、歌唱力・メロディ・ダンス・歌手の容姿などにおいて、K-POPはフランスのポピュラー音楽とは次元が違う高さにあるとフランスで絶賛されていると解説した。2011年にはKーPOPの振り付けを意味する「chore de coree」という造語が生まれていると報じられた。フランスのギ・ソルマン教授は、韓流は韓国独特の要素がなく、世界的によく似た大衆音楽を韓国のアイドルグループが歌っているため多くの国に受け入れられている。そのため、突然、中国などの波に入れ替わる可能性がある」と指摘している。韓国観光公社のイ・チャム社長は「K-POPのリズムとイメージがグローバルトレンドに合ったため西洋人が好むのであり、韓国的ということで好んでいるわけではない。」と分析している。

### イギリス
朝鮮日報によれば、ロンドンで2011年2月25日に「ロンドンK-POPの夜」という公演が開かれ、約700人が集まった。会場入り口には200メートルの行列もできたという。同紙によればイギリスBBCは4月26日、「韓流はアジアを超え、欧米にも現れ始めている。韓国という国家ブランドは「財閥企業」から「K-POP」を主軸とする韓流に移ろうとしている」と報じたという。2011年6月、アビーロード・スタジオで行われたSHINeeライブ公演には韓国の国旗を持った現地のファンが800人集まった。2011年12月7日、ロンドンで 4Minute、BEAST、G.Naがコンサートを開催、ヒースロー空港に400人のファンが詰めかけ、コンサートでは3,500人のファンが熱狂した。

### スペイン
スペインのバルセロナで2011年10月29日に開催された日本文化の祭典「Salón del Manga de Barcelona」で行われたジャスティン・ビーバーのコンサートで前座にJYJが参加し、「JYJが韓国アーティストでは初めてとなるスペイン単独コンサートをプエブロ・エスパニョール広場で開催して3000人の会場を魅了した。観客は公演開始前からJYJコールを連呼。会場には現地の韓国人はほとんどおらず、欧州におけるK-POPブームを再確認した。」と報じられた。

### ドイツ
2014年9月、デュッセルドルフで大規模なKポップコンサートを予定していたが、チケット販売枚数が、利益が出る最低枚数とされる6000枚に大きく及ばない4000枚にとどまったことから、主催側が公演を突如中止した。

## その他での評価と影響力
中東アラブ圏では、2007年ごろから韓国ドラマの放送が増えた。『悲しき恋歌』は数か国で放送され、イラクでは1月に放送されたものが5月に再放送されたり、視聴率が70%を超えたり、その人気が赤ちゃんの命名にも影響するなど大きな反響を呼んだという。イランでは2007年に『宮廷女官チャングムの誓い』が放送され86%の高視聴率を記録した。中南米では、2008年に韓国ドラマの参入が始まり、メキシコでは『私の名前はキム・サムスン』が視聴率ランキング2位になった。コロンビアで2012年に放送された『K-POPリアリティー』は視聴率が3-5%を記録し、爆発な人気であると韓国で報道されたが、スペイン語・ポルトガル語の吹き替え予算がなかったため、字幕を入れるより母国語吹き替えのドラマを好む南米の視聴者のニーズに応えられずに不振が続いている。

## 日本進出の経緯
日本では、1970年代後半の韓国演歌ブームや、1988年のソウルオリンピック開催の年、2002年のサッカーワールドカップ共同開催の年に韓国に注目が集まっていたが、それらの時にはまだ韓流という言葉は存在していなかった。日本では民放テレビ全国四波化により1990年代に地方で放送局が増加し、また、BSやCSの放送局も増加してテレビ番組不足が発生していた。

### 『冬のソナタ』ブーム（2004年頃）
日本における「韓流」は、2003年4月 - 9月にNHKBS2の海外ドラマ枠で『冬のソナタ』（通称「冬ソナ」）が放送され人気を博したことにより始まったとされ、既に台湾や香港で広まっていた「韓流」という言葉が日本でも用いられるようになった。同ドラマの主演俳優ペ・ヨンジュンの愛称から「ヨン様ブーム」としても知られる。特に初期においては純愛ドラマが多かったこともあり、中高年の女性がブームの牽引役となった。韓国で放送されたドラマが日本でもそのまま放送され、韓国人俳優に注目が集まるようになったことも特徴である。
『冬のソナタ』は2004年に再放送が何度も行われ、「韓流」という言葉も普及していった。また当時の内閣総理大臣・小泉純一郎が、大韓民国大統領・盧武鉉との会談の際に『冬のソナタ』に言及するということもあった。日本経済新聞社の日経MJ「2004年ヒット商品番付」では「韓流」が横綱に選ばれ、「『冬のソナタ』が火付け役。シリーズ作品も人気で、ペ・ヨンジュンほか韓流四天王、チェ・ジウに熱い支持。旅行や語学などへも広がる」と説明された。三井住友銀行グループが発表する2004年のヒット商品番付でも横綱に「『冬のソナタ』と韓流関連商品」が選ばれ、「今年1年、日本中をフィーバーの渦に巻き込み大きな社会現象になったのが『冬のソナタ』と韓流関連商品だった。主役のペ・ヨンジュンやチェ・ジウだけでなく、他の韓国人俳優にも人気が集まり、来日の際には空港に多数のファンが集まるフィーバーぶりをみせた。」と説明された。
2004年からの日本における韓流は、『冬のソナタ』の成功に影響を受けた各種メディアが、韓流がビジネスとして積極的に展開してブームを過熱させた。ペ・ヨンジュンに続く韓国男性俳優ブームを目論見て韓流四天王などを作り出したが、四天王のチャン・ドンゴンとウォンビンが主演の韓国映画『ブラザーフッド』は宣伝費7億円を費やし、300館規模で公開されたが、興行収入が15億円と全く振るわなかった。また、2004年から放送が開始された「土曜ワイド・韓流アワー」「ドラマチック韓流」は、2005年に相次いで終了した。

### 2005年頃 - 2010年頃
2006年の「韓国映画やドラマを見る機会」についての世論調査によると、前年（2005年）より「見る機会が増えた」が12ポイント減の20パーセント、「見る機会が減った」が6ポイント増の9パーセント、「以前も過去一年間もほとんど見てない」が61パーセントという結果となっており、韓流ブームの衰えを示した。東京大学の浜野保樹教授は、韓流は一過性の現象で終わる可能性もあると予想し、ファンの主婦など特定階層への集中や、作品に多様性がなく俳優が千編一律なことを挙げ、韓流が進む方向としてスターシステムからの脱皮、多様な素材開発、作品の蓄積などを提示した。2009年、韓国映画振興委員会は映画輸出が興行不振で激減し、韓国映画のバブルが弾けた原因について、制作費上昇による市場の飽和や、初期進出の成功が呼び込んだ投資・市場拡大のいい循環がそのまま続かなかったこと、量的拡大と質的向上との間の乖離などを挙げた。
しかし、2005年からNHK総合で放送された韓国の時代劇ドラマ『宮廷女官チャングムの誓い』は人気を博し、これまで中年女性メインだった視聴者層が中年男性（特に50代）にも広がった。2009年6月、TBSは「チャングムの誓い」を再放送し、朝鮮料理店やパチンコメーカーのサミーとタイアップ（『ぱちんこCR宮廷女官チャングムの誓い』）したイベント『熱韓（あつかん）』を9月下旬まで開催した。
韓国の芸能会社は、韓国国内の音楽市場では投資金が回収できないため、海外での活動を推進しており、韓国の音楽興業会社SMエンタテインメントは、日本のエイベックス・エンタテインメントと提携し、韓国人歌手にJ-POPを歌わせて日本市場で売り出すビジネスモデルを推進し、2000年代前半にはBoA、後半には東方神起を成功させた。この成功を契機に、日本での成功を求めて韓国芸能人の来日が相次いだ。この様子を韓国メディアは韓流芸能人が「列島を掌握」、「列島を占領」、「日本列島を占領し焦土化させる」などと報じた。
2009年9月30日、ペ・ヨンジュンが旅行エッセーの自著出版記念の際に来日し、東京ドームで2日間の韓流イベントが開催された。このイベントは9万人の観客が集まり、鳩山首相夫人も外遊出国日程を遅らせて駆けつけ、政府与党（民主党）の議員や観光庁など日韓政財界人も出席した。翌日の中央日報では、やや停滞する韓流復活の契機になったといえると報じた。

### 第2次韓流ブーム（2010年頃 - 2011年頃）
2009年2月4日、韓国の文化体育観光部は「音楽産業振興中期計画発表会」を開催し、音楽産業振興のために5年間で1275億ウォンを投じることを表明し、翌2010年から、韓国音楽(K-POP)を日本の「ヒット商品番付」などに入賞させることに成功した。しかし、2010年NHKの紅白歌合戦では韓国人アイドルの出演はなく、韓国では「韓流を恐れる日本歌謡界」と批判が行われた。2011年、韓国政府はアジア、中南米や中東などに対してK-POPを中心とした韓流関連の支援強化を推進し、2011年度の紅白歌合戦に東方神起、少女時代、KARAを出場させることに成功した。また、TBSやポニーキャニオンと共同で、韓国ドラマの投資ファンドを日本に設立するなどの事業を展開した。韓流に関連した韓国製の商品も積極的に展開され、「新・韓流」も日本の「ヒット商品番付」に入賞するようになった。韓国の経済紙「毎日経済新聞」によれば、2003年の「冬のソナタ」ブーム時の8600万ドルだった韓国コンテンツの輸出額は、2010年に3億1300万ドルに成長させることに成功したが、売上の80%を日本に依存していることや、収益の8割が日本側の流通業者に渡っているなどの課題点が残った。また、知的財産権の収支は約30億ドルの赤字となり、韓国の文化産業の赤字が続いている。
韓国の中央日報では、韓国ドラマによる韓流を『韓流1.0』、K-POPによる韓流を『韓流2.0』と呼び、韓国文化全般に対する韓流を『韓流3.0』としている。また、韓国観光公社は、韓流ブームが観光・ファッション・ショッピングなど関連分野での成果拡大につなげる動きを「新韓流」と定義し、韓流ブームの広がりを促進することでシナジー効果の創出、ひいては韓国経済への貢献を期待している。日経トレンディは、2011年頃を第2次韓流ブームと位置付け、韓国製ボーカロイドSeeUやスマートフォン用アプリカカオトークが日本で大流行していると紹介している。女性セブンでは、第2次韓流ブームについて、韓流ドラマの地上波やBSでの放送の拡がりや視聴者層の年齢の拡大を挙げた。ジェイ・キャストでは、第2次韓流ブームについて、ウォン安・円高を背景に韓国コンテンツの輸入や韓国旅行が増大したこと、雑誌などで韓国関連の話題が取り上げられる機会が増えたことに対して言及している。

### 第2次韓流ブームの衰退 (2012年頃 - 2015年頃)
2011年12月、韓国政府は来年度の予算の中で、海外でのK-POPブームを受け韓流コンテンツを活用した観光産業育成や支援をする韓流関連の支援予算を17億ウォンから53億ウォン（日本円で約3億5700万円）に増やしたが、時期を同じくして、日本では第2次韓流ブームを牽引したK-POPの東方神起とKARAの、所属事務所との専属契約紛争が連日報道されブームに冷や水を浴びせ（NHKの石原プロデューサーは、日韓のアイドルグループ育成と音楽産業構造の違いの分析で、韓国は数年間の練習生期間を経て完成した歌手としてデビューさせる「完成型」であるため、韓国の歌手は事務所と長期契約を結ばされていると感じ、消費者側にとっても完成した歌手が出続けるので既存の歌手にすぐに飽きてしまうと指摘している）、退潮期を迎える。
2012年には、韓国本国でもアイドルグループが供給過多で飽和状態となり破綻、『江南スタイル』で世界を揺るがしたPSYのヒットはあったが、韓国国内ではアイドルの力は弱まり「アイドルの流行は終焉した」という観測も出た。同年5月には大手芸能事務所SMエンタテインメントが、アイドルグループ・SUPER JUNIORの東京ドーム公演を開催して11万人を動員し、レディー・ガガを抜いたと報じられたが、同年11月にはSMエンタテインメントの株価が35%下落し、ソウル株式市場でエンターテインメント関連銘柄が急落したと報じられ、その背景として不透明な情報公開と業界への理解が不足してるアナリストの業績予測が指摘された（SMエンタテインメントは前年同期比で約70%の増益だったが証券会社の予測を大きく下回った。証券業界の予測を大幅に下回ると予想される場合企業は業績ガイダンスを示すのが一般的だが決算発表まで公開してなかった）。翌2013年6月の第1四半期の決算では営業利益が前年同期比70%減となり（原因としてSMエンタテインメントの関係者は所属アーティストのコンサートが第1四半期じゃなかったことを挙げ、経済アナリストは円安が業績を押し下げたことを挙げている）、K-POPブームの凋落といよいよ円安がブームにとどめを刺すかもしれないと伝えられた。一方の日本でも、韓流スターを集めたライブイベントが集客不足により開催中止、主催会社が破産するなど第2次韓流ブームの破綻が顕在化した。2012年の紅白歌合戦では同年日本で出場に値する活躍を行ったK-POPグループはなく「昨年より数値が下がり、出場枠も限られているため」と説明し、K-POPグループの出場はなかった。
韓国ドラマにおいても『冬のソナタ』や『宮廷女官チャングムの誓い』以降ヒット作に恵まれなかった。テレビではK-POPも前年まで席巻する勢いがあったが2012年には落ち「K-POPアイドルでは視聴率が取れなくなってきた」と言われ、ブームが去ったと伝えられた。外部の番組を買って流せばいい韓流への依存を高めて自前の番組制作が手抜きとなったフジテレビは視聴率が低迷し、2012年上期（4 - 9月）の各局視聴率で順位が2位から3位に下落した。
2012年8月大韓民国大統領・李明博による竹島への上陸強行、さらに天皇謝罪要求などを契機として、内閣府の「外交に関する世論調査」の日本での韓国に対する親近感は下落した。日韓の政治外交対立や円安ウォン高が進んだ影響で韓国ではそれまでにぎわっていた日本人観光客が激減し「韓流と買い物が好きな日本人は外国人の中でもリピーター率が最も高く入国者数においても中国に次いで多い。日本人観光客が減り関連産業が直撃を受けている」と報じられ、人気下落に歯止めがかからなかった第2次韓流ブームは衰退する。2014年2月には、韓国芸能情報専門の週刊タブロイド新聞サンスポ韓Funが休刊。TBSの韓国ドラマ枠韓流セレクトも放送が終了した。

### 新・韓流 (2015年頃 - 2017年頃)
博報堂ブランドデザイン若者研究所リーダーの原田曜平は、2015年02月13日に東洋経済オンラインで「韓国文化を自身の日常生活の中に取り入れ始める若者が出てきている」として、「整形手術」「2NE1風のギャルファッション」「オルチャンメイク」「カップルアプリ」「キヨミダンス」「セルカ棒」などの韓国文化が日本の若者のライフスタイルに定着した「新･韓流ブーム」が起きていると解説している。音楽メディアを運営するlute株式会社社長の五十嵐弘彦は、2018年3月7日に公開されたWWD Japanのインタビュー記事で、初期のBoA世代、第2次の韓流アイドルに続く第3の流れ「韓流サードウェーブ」が起きていると解説。音楽だけでなく趣味嗜好にこだわりを持つ感度の高いミュージシャンとしてIUやHYUKOH、DEANらの名前を挙げている。

### 第3次韓流ブーム (2017年 - ）

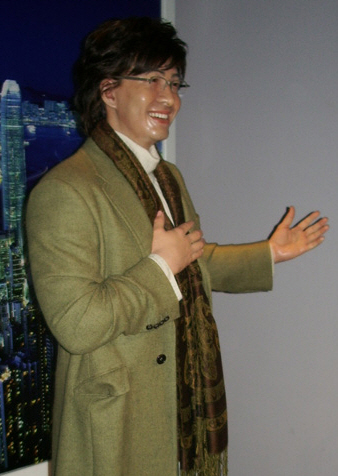
ペ・ヨンジュンの蝋人形

2017年に文在寅が韓国大統領が就任し、日韓関係は戦後最悪といわれるほど悪化。日韓関係の悪化と中韓関係の改善により、韓流は日本から中国へと活動の場所を移していたが、2017年に中国政府が発した限韓令によって韓流は中国市場から締め出されたため、韓国は再び日本に活動の場所を移すことになった。韓流の熱気は国際的に冷めてきており、日本の韓国に対する好感度も減少を続けていたが、日本の音楽界が低迷を続けていたことでネット上で韓国アイドルに再び注目が集まって第3次韓流ブームを静かに引き起こしてはいたものの、爆発的なブームはまだ先とされていた。
またK-POPの女性アイドル人気を背景に、美容整形を目的に韓国を訪問する日本人が急増し、2017年には9年前の20倍近くになる約6000人に達した。手術を巡るトラブルも起きているため、日本の国民生活センターは「本当に必要かよく考えてほしい」と呼びかけている。

### 第4次韓流ブーム（2020年 - ）
2020年に公開されアカデミー賞受賞作品となった映画「パラサイト 半地下の家族」は興行収入45億円で日本で公開された韓国映画の記録を塗り替えた。同年にNetflixで配信されたドラマ「愛の不時着」と「梨泰院クラス」がヒットし、2020年の流行語大賞に「第四次韓流ブーム」がノミネートされた。
2022年の大韓民国大統領選挙において、親日派として知られている尹錫悦が第20代大統領に就任し、2019年から続いてきた日韓貿易紛争が終結及び日韓関係が正常化したことに加え、新型コロナウイルスの流行による在宅時間の増加で定額制動画配信サービスを通して韓国ドラマに触れる機会が増えたこと、Z世代を中心に韓国ファッションやK-POPなどを牽引していることもあり、韓流ブームが再燃している。

## 日本での分野別人気

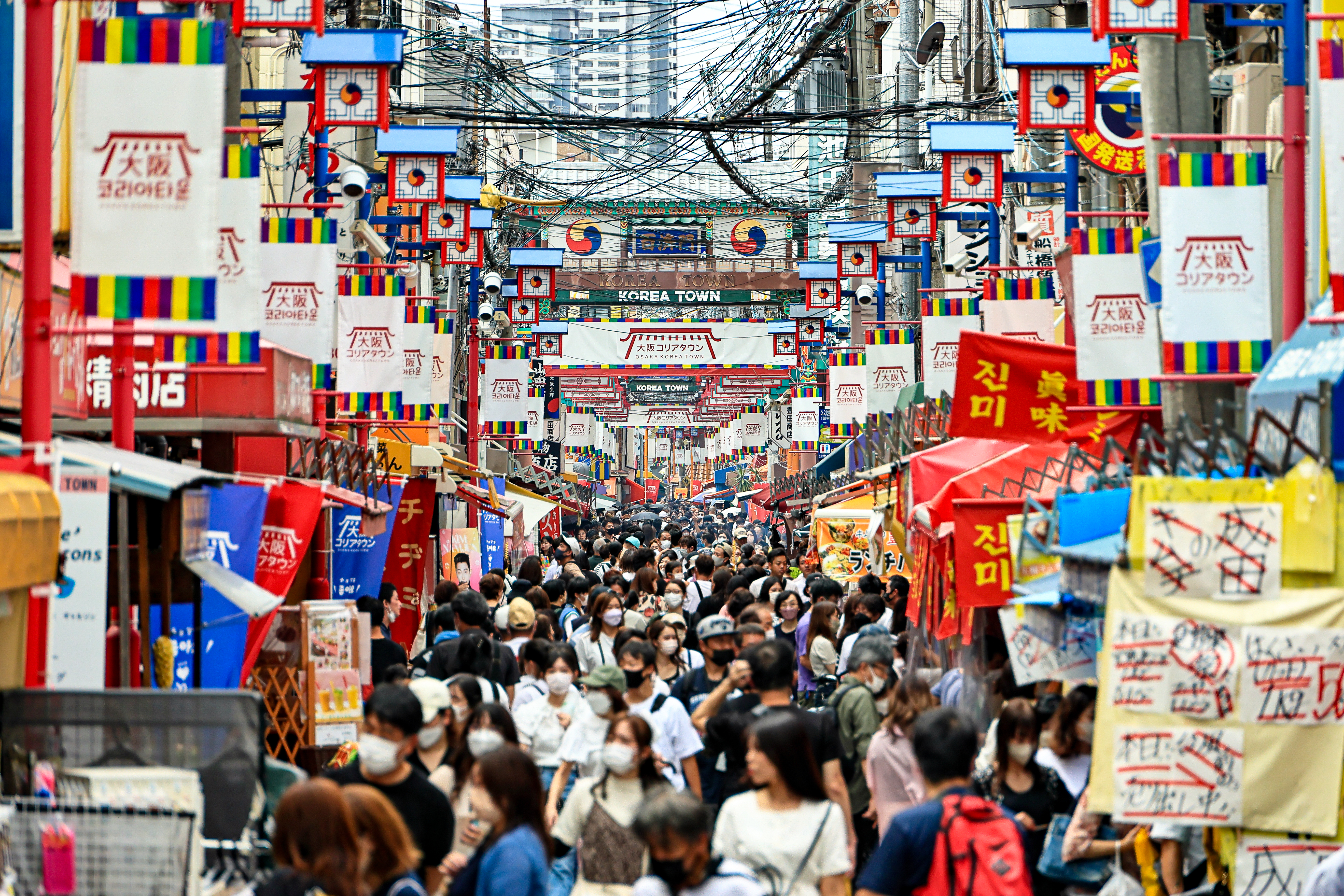
韓流ブームで賑わう大阪コリアタウン商店街（2022年9月）

### テレビドラマ
韓流の発端となり、韓流による変化が最も大きいのがテレビドラマである。

#### 2002年
チャン・ドンゴン主演の『イヴのすべて』が、連続ドラマとして初めて地上波キー局のテレビ朝日系で放送された。話題性を欠いていたためか、これは低調のうちに放送終了した。
それまでの韓国ドラマは日本語吹き替えでなく、字幕スーパーでの放送であったことが、その後の『冬のソナタ』などと異なる。BS日テレや独立U局、またインターネットなどにおいて韓国ドラマの放映がはじまると、徐々に一部で人気のあるドラマも出てくるようになった。

#### 2004年
2003年にペ・ヨンジュン、チェ・ジウ主演のKBS制作ドラマ『冬のソナタ』が、4月からNHK-BS2で放送開始される。衛星放送ながらも人気を集め、2004年4月から『冬のソナタ』がNHK総合で再放送された。これが週間視聴率のドラマ部門でベスト10にランクインし、「冬ソナ」や「ヨン様」が流行語となるなど社会現象になった。また冬のソナタ関連の書籍が、2004年のベストセラー入り（13位）したり、ドラマのサウンドトラックや出演俳優のCDがランキング上位になるなど波及効果も大きく、冬のソナタのヒットを機に、民法の地上波キー局でも日本テレビでは「ドラマチック韓流」（関東ローカル）、フジテレビでは「土曜ワイド・韓流アワー」などの韓国ドラマの放送枠が設けられるようになり、パク・ヨンハやイ・ジョンヒョンなどの韓国人俳優・歌手の来日が増え、ワイドショーやバラエティー番組などで取り上げられるようになった。

#### 2000年代後半
2005年初頭には地上波で64あった韓国ドラマが2006年には36に減った。それ以後は韓国ドラマの放送は地方ローカル枠、BS/CS放送を中心に続けられている。前述の専用枠は打ち切られたが、民放地上波では深夜や再放送枠などで放送された。また、NHK-BS2の木曜23時は2003年の『冬のソナタ』以降、韓国ドラマ枠「韓国ドラマシリーズ」として続いてきたが、2007年にアジア圏のドラマ全般を放送する方針に変更された。
2005年にNHK-BS2で放送された長編時代劇『宮廷女官チャングムの誓い』は、韓国の大河ドラマとも呼ばれ人気を博し、2008年にかけて何度か再放送された（地上波でも放送された）。日本共産党の志位和夫委員長も『チャングムの誓い』にはまり、主演女優イ・ヨンエの大ファンになったと公言している。『チャングム』の後は、日本では韓国ドラマの低迷が続いていたが、ソ・ジソブとイム・スジョンの主演ドラマ『ごめん、愛してる』は、「廃人」を生み出すほど日本で人気となったと韓国で報じられた。

#### 2010年代
2010年頃になると、景気低迷などで広告費が減少し、製作費の削減を迫られた日本のテレビ局は、円高ウォン安傾向により安価（2009年時点で1本当たり2,600ドル(約20万円)）となった韓国ドラマを大量に輸入し、ノンプライムタイムに放映するようになった。フジテレビはチャン・グンソク主演の韓国ドラマ『美男(イケメン)ですね』をノンプライムタイムで3回再放送したり、韓国人女優キム・テヒを主役に起用した「僕とスターの99日」を地上波プライムタイムで放送するなど、韓流スターの人気に期待をかけたが、不振に終わった。2011年7月、TBSとポニーキャニオンは韓国ベンチャー投資公社と共同で約23億円を出資して、韓流ドラマ制作支援に特化した投資ファンド「イルシン・ニューコリアン・ウエーブ投資組合」を設立した。

#### 2020年代
地上波を通さないインターネット配信サービスが台頭し「愛の不時着」、「梨泰院クラス」がヒットする。

#### 特徴
- 日本で『冬のソナタ』がヒットした要因として、近来の日本ドラマのようにカット割りが多くなく、話数が多くストーリー展開が遅めであることが挙げられる。その結果、主として70年代のドラマを思い出させるような懐かしさを覚えた中高年の女性を中心にしたヒット作となった。この点において、アジア各国における韓流と日本での展開の異なりが見られる。
- 日本で韓国ドラマが受け入れられた原因としては、日本が香港映画などのアジア映画を受け入れていた下地と、韓国ドラマが1998年に行われた韓国の日本文化開放政策により、日本文化の強い影響を受けたことが原因として挙げられている[159]。
- インターネットにおいては、数多くの韓国ドラマがストリーミングなどで配信されている。これには韓国の著作権法が一役買っている。ハリウッドや日本の映像ソフトには、いずれも権利の問題から再利用において厳しい制限があり、配信できるタイトル数、内容ともに貧弱と言わざるを得ない状況であった。一方、韓国では著作権法が日本やアメリカとは異なり、ドラマや映画においては出演者や製作者には権利が一切存在せずに、放映する会社で一括して放映権の管理が行われている。そのために放映許諾を取ることが比較的容易なため、数多くのドラマが商用ウェブサイトで配信されている。
- 衛星放送ではデジタル放送の開始に伴うチャンネル数の増加によってコンテンツ不足が叫ばれる中、韓国ドラマは全話で数千万円（日本ドラマ1話分の制作費に相当）という良好なコストパフォーマンスであったために積極的に編成された。一局で数本の韓国ドラマを放映することも珍しくなかったほどである。現在は韓流ブームが過熱したことによりネット配信、衛星放送ともに放映数の増加し、放映権の買い付け価格が高騰したため、ブーム時よりは放送数が減っているが、BS/CSの各チャンネルでは現在も多くの韓国ドラマが放送されている。その一方で、自主制作による独自コンテンツをないがしろにしていると言う批判も強い。

#### レンタルDVDにおける傾向
韓国ドラマのレンタル需要は2004年から毎年増加を続け、2011年12月、TSUTAYAを運営するカルチュア・コンビニエンス・クラブは、視聴者の拡大によって2011年度の韓国テレビドラマ部門のレンタル回数が過去最高の伸びになったと発表した。『美男(イケメン)ですね』や『トキメキ☆成均館スキャンダル』『イタズラなKiss〜PlayfulKiss』『メリは外泊中』などの若年層向け作品の人気が高まり、特に『美男(イケメン)ですね』は10〜20代の視聴者層の大幅な増加によりレンタル回数が伸長し、TSUTAYAの年間ランキングとしては異例の2年連続の1位になったと報告している。

### 映画
韓国映画のブランド化は失敗に終わっている。その理由として韓国映画は主に、純愛物や朝鮮半島での戦争を題材としたものなど、内容がやや国内向けの作品が多く、SFもあまり発達していないため、日本を含め他国でも普遍的にヒットできるような作品は少ないことから、一部の注目作を除いて、韓流は日本の映画界全体に拡大しているとは言えない状況である。
その一方で韓国映画の買い付け費用は2005年・2006年を頂点に高騰した。例えば韓流四天王と呼ばれるイ・ビョンホン主演の『甘い人生』は3億円以上、『誰にでも秘密がある』に至っては5億円以上（一説には5億7000万円）で、興行収入はどちらも6億5000万円である。現在のところ、買い付け額の最高金額はペ・ヨンジュン主演の『四月の雪』で8億7000万円とされている。日本における韓国映画は最大で興行収入10億円程度が多数派であり、拡大公開よりミニシアター系での上映が主であることは、1999年頃から続く傾向のまま大きな変わりはない。また、韓国映画の興行権が高騰したために、以前からあった小規模の作品の買い付けが困難になっている。

#### 2004年
この年、『冬のソナタ』の影響から、例年になく多くの韓国映画が公開され、興行収入の全作品合計は約40億円となった。
6月、2000年に公開されてヒットした『シュリ』のカン・ジェギュ監督による朝鮮戦争を題材とした作品『ブラザーフッド』（ウォンビン、チャン・ドンゴン主演）が公開された。この作品は300館という洋画でも大規模にあたる数の映画館で上演されたが、興行収入は15億円と不振に終わり、韓流スターの人気や現地での韓国ドラマの成功は韓国映画の成功には結びつかなかった。2005年に韓流の不振についてカン・ジェギュ監督は、若者や女性を中心に起きている韓流に対して危機感を持った政府が、竹島問題などを争点化して、韓流を消そうとしていると分析している
12月に封切りされた『僕の彼女を紹介します』も302館で公開され、韓国映画としては初めて日本で興行収入20億円を突破し、それまで最高だった『シュリ』を上回った。この作品は韓国映画としては珍しい『猟奇的な彼女』からのシリーズ物であり、これも他の韓国映画と一線を画した要因である。興行収入では大きく上を行く邦画、ハリウッド映画等には及ばないが、韓国映画における対外向けプロデュースの進歩を見せた。

#### 2005年
9月、企画段階から日本をターゲットに準備された韓国映画『四月の雪』（ペ・ヨンジュン、ソン・イェジン主演）が全国400館以上の映画館で公開され、公開初週末の興行収入ランキングで2位に入った。10月、日本のドラマ『Pure Soul〜君が僕を忘れても〜』をリメイクした『私の頭の中の消しゴム』（チョン・ウソン、ソン・イェジン主演）も、初週から2週連続で興行収入ランキング1位と健闘し、最終的に30億円を突破した。

#### 2006年
韓国映画は前年比で公開本数が半減し、ヒットの目安とされる10億円を超える興行収入を得た映画はなかった。韓国では歴代観客動員記録の上位に入った『グエムル-漢江の怪物-』や『王の男』も日本では低調だった。また、大々的なプロモーションを行った『デイジー』も不振に終わり、これまで韓国映画を数多く配給してきた東芝エンタテインメントの社長は「韓国映画は高騰しすぎている」として、現状のままでは買い付けをしていないことを言及し、「韓流ブームも終焉を迎えた」と述べた。数多くの韓国映画を配給してきたアミューズは、2006年度の業績を下方修正せざるをえなかった。その最も大きな原因として韓国映画の興行成績、およびDVDビデオの販売低迷が挙げられている。ただし、東芝エンタテインメントとは異なり、アミューズはこれ以降も数は減ったものの韓国映画を配給している。

#### 2007年
2007年に公開された韓国映画はさらに減少し、興行収入10億円を達成した映画はなく、上映作は9割が赤字で、週末興行成績でトップ10に入る作品も出なかった。翌年1月には韓国映画を数多く配給してきたシネカノンが倒産した。週間興行成績の最高位は日本の漫画を原作とした『カンナさん大成功です!』の12位だった。また韓国では歴代興行記録上位に入るなど大ヒットを遂げた『D-WARS ディー・ウォーズ』も当初は2007年の正月映画として500スクリーン規模での日本公開を制作者側は希望していたが、公開時期は延び延びとなり2008年11月に100スクリーン規模での公開予定となった。また、『初雪の恋 ヴァージン・スノー』（イ・ジュンギ/宮崎あおい）や『あなたを忘れない』などの日韓合作映画も作成された。

#### 2010年代
2010年、『ゴースト/ニューヨークの幻』が、ソン・スンホン/松嶋菜々子主演で『ゴースト もういちど抱きしめたい』としてリメイクされたが、興行収入は10億円以下に終わった。
2011年、カン・ジェギュ監督、チャン・ドンゴン主演の『マイウェイ 12,000キロの真実』が大規模な宣伝活動を伴って日本の300スクリーンで公開されたが、興行収益は約3億円に終わった。

### 音楽
韓流という言葉が生まれる以前の日本でも、「カスマプゲ」や「釜山港へ帰れ」などの韓国演歌(トロット)や、1988年のソウルオリンピックに続く1990年代半ばの李博士などのポンチャックブーム、あるいは『ダウンタウンのごっつええ感じ』における「オジャパメン」とその続編の「マウヤケソ」のパロディなどの韓国歌謡曲の流行が散発的にあったが、それは個々の作品のヒットであり、韓国音楽全般の流行ではなかった。1998年にS.E.Sが日本進出したが、韓国国内ほどのセールス的成功を挙げることはできなかった。しかし2000年代に入ると、2001年にはBoAが日本でも本格的に成功し、東方神起やBIGBANGらの男性グループに続き、2010年にはKARAや少女時代などの女性グループも日本に進出して人気が得られ、これらの現代的な韓国ポピュラー音楽を指してK-POPと呼称されるようになった。その他の詳細については、K-POPを参照してください。

### ゲーム
2006年12月に発売されたカプコンのXbox 360用ゲームソフト『ロスト プラネット エクストリーム コンディション』では、韓国俳優イ・ビョンホンが主人公を演じており、イ・ビョンホンが参加して行われた発表会やトークイベントには多数の韓流ファンも集まった。

### パチンコ・パチスロ
2006年に京楽産業.から発売されたデジパチタイプのパチンコ（CR機）「CRぱちんこ冬のソナタ」が発売され、2008年に「CRぱちんこ冬のソナタ2」がリリースしたのを皮切りに2020年代のP機時代まで続くほどシリーズ化され、同機はシリーズで初めて甘デジスペック「Sweet Version」がリリースされ、これも中高年女性層に甘デジ文化を寝付かせる程人気を博した。また、春のワルツ、宮廷女官チャングムの誓い、天国の階段、太王四神記、美男ですねといった韓国ドラマも単発ながらパチンコ化されたものの、人気としては冬ソナの牙城が依然として強いことには変わりはなかった。長らくパチンコのみであったが、2019年に『ぱちスロ冬のソナタ』（京楽産業.・5.9号機）がリリースされ、韓国ドラマコンテンツとしては初めてのパチスロ（初パチンコ化から13年遅れ）となっており、ボーナス確率が設定1でも高めで、ボーナスのみで出玉を増やすタイプのRT機である。
K-POPのアーティストを題材としたものでは、直接タイアップした機種は2020年現在に至るまで出ていないが、T-ARAが海物語シリーズ（三洋物産）のパチンコ・パチスロに出演する形でタイアップされている程度となっている。
2013年、パチンコチェーン店マルハンの韓昌祐会長が、大阪市の土地信託事業で経営破綻した都市型遊園地フェスティバルゲートの跡地に「韓流を根付かせるきっかけを作るため、韓流テーマパークを建設する」と発表したが頓挫し、ドン・キホーテを軸とした商業施設となった。

### 韓国料理
「宮廷女官チャングムの誓い」を契機に韓国料理への関心が世界中で高まったことを受け、2008年に韓国政府は『2017年までに韓食（韓国の料理）が世界5大料理に加わるようにする（韓食の世界化）』を宣言し、朝鮮料理でも「韓流」を実現するため、海外に向けての広報活動が開始された。韓食世界化推進団名誉理事長を務める金潤玉・李明博大統領夫人は、外交行事で朝鮮料理（ビビンパ、プルコギ、キムチ、スープ）の「優秀性」を積極的にアピールし、韓食財団はキムチと塩辛、コチュジャン、韓国味噌、韓国醤油を韓国の5大発酵食品として、広報活動を展開している。韓食の世界化は日本も深く関わっており、服部栄養専門学校の服部幸應理事長やモランボンの全平烈社長らが、韓国政府から、韓食の世界化に貢献したとして、功労牌が授与されている
米国では韓国レストランは「韓国系と少数のアジア系が利用する中・高価格食堂」と認識されており、味とメニューの現地化不足、食堂の衛生に対する不信、独特の雰囲気、価格の高さなどにより人気が低い。衛生検査で多数の韓国レストランが摘発されているが、米国が求める衛生設備を用意する資金がないため、改善の兆しは見えない。
中国では、「低価格で同じメニューを提供する食堂」として外国料理の中で最も人気がある。しかし、中国では2005年にキムチ、コチュジャン、韓国醤油などに寄生虫が混入されていた事件から、韓国食材の輸入が禁止されており、現在も韓国産キムチ・マッコリは中国の求める衛生基準（100グラムあたり大腸菌群30個以下）を満たしていないため、流通が禁じられている。
日本における韓国料理の人気は、韓国農林水産食品部の調査(2010年)によれば、中華料理とほぼ同水準であると報告しており。毎日新聞の澤田克己記者も『韓国料理はブームの段階を通り過ぎ、定着の段階にある。大衆性から見ると、中国料理店とほぼ同じ水準になったと思う』と述べている。2015年に行われた韓国観光公社の調査では、日本人に人気のある朝鮮料理は「キンパ」「タッカンジョン」「ホットク」「ケランパン」の順番であると報告された。
2017年にはタッカルビにチーズを和えたチーズタッカルビ、アメリカンドッグにチーズを入れたチーズハットグがブームになった。

### ミュージカル
韓国政府はミュージカルを「5大キラーコンテンツ」の一つと位置付け、積極的な支援を行っている。2013年4月に東京・六本木に韓国ミュージカルを上演する「アミューズ・ミュージカルシアター」がオープンしたが、11か月後に撤収した。不振の原因は、日本では無名に近い韓国の俳優を出演させたことや、オーケストラなどの生演奏に慣れている日本の観客に録音された音楽を流す点などが指摘されている。2015年、日韓国交正常化50周年を記念して、韓国ミュージカルアワーズ大賞を受賞した「英雄」の日本公演を予定している。このミュージカルは安重根が明治維新の元勲伊藤博文を暗殺する内容で、韓国は日韓友好の契機になることを期待している。

## 日本における影響力

### 韓国に対する国民感情
韓流の波及効果は韓国に対する日本の国民感情にも影響し、永年両国に横たわっていた感情的なしこりや偏見を取り除き、友好親善に寄与したともされている。2001年と2004年の日本の世論調査を比較すると、韓国に「親しみを感じる」が増加、「親しみを感じない」が減少しており、2002年の日韓ワールドカップ共催や韓流（冬のソナタ、ヨン様ブーム）の影響が出た。しかし、小泉純一郎の靖国神社参拝が騒動となった2006年になると読売新聞・韓国日報が共同で行った世論調査では、韓国に対して「悪い印象」を持つ日本人は51%、また日韓関係は悪くなったと見る日本人も59%と、1995年の調査開始以来、過去最高となり、その原因として日韓の政治的な問題とともに韓国のドラマを中心に起こった韓流ブームが徐々に冷めているためと伝えられた。
第2次韓流ブームが起こった2010年の内閣府世論調査では韓国に「親しみを感じる」が61.8%で「親しみを感じない」が36.0%と上昇した。だがやはり国民感情が政治問題の影響を免れることはできず、李明博の竹島上陸を契機とする嫌韓感情の広まりにより、2012年と2013年の内閣府の「外交に関する世論調査」では「親しみを感じる」がそれぞれ39.2%、40.7%となり1997年以降最低、「親しみを感じない」が59.0%、58.0%と1996年以降で最高の数値となった。

### 韓国製品に対する購買意識
2012年3月に大垣共立銀行のシンクタンクである共立総合研究所が行った「韓流消費に関するアンケート(対象：既婚女性791名)」によれば、「韓流好きと思う」は、わずか11.0%で、15.2%のみが「韓流の影響により韓国製の製品購入意識に影響した」と回答した。

### ハングル学習
語学学習では、NHKのハングル講座テキストの売り上げ数は、1984年に放送を開始した時点では9万部であったが、2004年には20万部にまで増え、語学テキストでは英語に次いで2位となった。2006年以降は朝鮮語の学習ブームは下降を続け、2014年3月には学習の季刊誌「韓国語ジャーナル」(2002年創刊)が休刊となった。日本の小・中・高校でハングルを学ぶ児童・生徒の数は、2010年の2万6153人から、2014年には1万7718人へと大幅に減少し、日本でハングル教育に対する需要の低下が顕著となった。
一方韓国政府が行っている韓国語能力試験は増加しており2019年は2010年の2.6倍で過去最高となった。

### 観光
韓国の観光産業競争力は世界経済フォーラムの「旅行・観光産業競争力指数(TTCI)」(2013年)において25位。「ICTインフラ」（1位）や「文化資源」（10位）は高く評価される一方、「価格競争力」（96位）、「観光との親和性」（81位）、「自然資源」（89位）では低い水準に留まった。観光産業が国内総生産に占める割合は2000年の6.6%から2013年に5.8%となり、2024年には5.4%へと減少する予測である。
日本人の訪韓者数は1996年以降増加をつづけ、2000年には過去最高（当時）の247万2千人を記録した。2001年に減少に転じ、2003年のSARS騒動でさらに激減した。2004年には前年比35.6%増の244万3千人にまで回復したが、韓流が寄与したと考えられている。（#関連データも参照）。
2005年以降は再び減少に転じた。その原因のひとつとして韓流ブームの弱まりが指摘され、『冬のソナタ』ロケ地を回る観光ツアーは2004年中盤には月1500人ほどの観光客を集めたが、2006年初頭には50人にも満たない状況となり中止された。また『宮廷女官チャングムの誓い』の観光ツアーも月に100人未満、南怡島を訪れる日本人観光客も2005年1月の約1万5000人から同年12月には約4600人に急減した。このように「韓流観光特需」が減ったことで営業を諦める旅行会社も続出する状況となり、韓国の旅行会社は「韓流観光ツアーの競争力はもう失われた」と語るなど、日本の韓流ブームの衰えによる旅行会社への影響が出た。
2008年11月以降の円高・ウォン安の影響もあり、2009年3月には日本人の月間訪韓者数が初めて30万人を突破。年間訪韓者数でも初めて300万人を突破し305万3千人（前年比28.4%増）となった。2008年以降、旅行者の男女比が逆転し、2011年には6割近くを女性が占めるようになった。特に20代女性は2008年から2009年にかけて62.1%増え、2011年には20代女性の海外旅行総数の28.7%を占めるまでになった。20代全体でも2008年から2011年までに倍増している。「安・近・短」という要素に加え、若い女性を中心にした「新しい韓流ブーム」が要因に挙げられている。ホテルの客室が不足したソウルでは、韓流ブームで繰り返し訪れるリピーターが増えていることもあって、ゲストハウスの建設ラッシュが起きた。一方、ゲストハウスにおいて日本人女性観光客への性的暴行事件が発生し外交問題に発展することが懸念されるなどした。日本人の訪問者たちからは南大門の韓国海苔、仁寺洞の伝統工芸品が人気である。また、2009年ごろから美容整形手術を目的に韓国を訪問する女性が増加している。
2012年には日本人の訪韓者数は2年連続で過去最高を記録し、351万9千人となり初めて350万人を突破したが、2012年8月に韓国の李明博大統領による竹島上陸や天皇謝罪要求を契機に日本国内で韓国を忌避する傾向が高まり、10月以降急速な減少傾向となった。（特に女性観光客が減少が顕著である。）2013年には5年ぶりに300万人を割り、中国人の訪韓者数に抜かれるようになった。2014年4月13日、韓国観光公社は韓国観光応援団を企画し、団長にはるな愛を起用した。2014年、日本から韓国を訪れた人は224万人にとどまった。これは1999年レベルに相当する。

### 韓流の聖地・新大久保
2010年の初めごろから、韓流ショップが並ぶ東京の新大久保のコリア・タウンを「韓流の聖地」としてファンが多く訪れるようになり、特に職安通りのドン・キホーテ新宿店横から大久保通りを結ぶ細い小道は新たな流行の発信地となりつつあるとも報じられたが、現地は「新大久保は韓国からの直輸入品を扱っているだけで、新大久保から独自の文化を発信するには至っていない」と見ている。2011年には、韓国の芸能人関連グッズ店や朝鮮料理店・カフェなどが相次いで出店し、約300メートルの路地に60以上の店が並び、新大久保のコリアンタウンは地価が2倍以上になり、休日には3万人超の通行者が数えられるなど空前の盛り上がりを見せたが、騒音や道路における迷惑行為によって近隣の住民から警察に苦情が入るなどの問題も発生しているほか、公式ライセンスの販売許可を得ている店が存在しないことや運営会社の脱税などの問題がある。また、韓国の青少年を短期滞在資格で来日させ、韓流アイドルとして活動させていたライブハウスの役員が入管難民法違反で書類送検される事件も起きている。また、韓国の世界基督教統一神霊協会が設立したユニバーサル・バレエ団の男性バレエダンサーたちが人気を博していることが報じられた。
だが2012年になると李明博による天皇謝罪要求を契機に、急速に人気が落ち込んだほか、従軍慰安婦問題や韓国起源説を広報する「高麗博物館」から、西早稲田の「女たちの戦争と平和資料館」までを「日本の戦争加害と共生を考えるフィールド」として展開するなどして、2014年になると、客足は全盛期の4分の1まで減少する。高齢の韓国人の街娼が復活するなど治安も悪化した。また東日本大震災を境に韓国系の住民は減少し2015年にはイスラム教徒向けのイスラム横丁が出来た他ネパール人の商店が増えるなど多国籍化が進んでいる。
2016年にチーズタッカルビ、チーズハットグなどのヒットで訪れる人が戻り世代も若くなった。また、2020年代以降は渋谷，新宿，池袋，原宿と並び、東京を代表する「若者の街」へと発展を遂げた。

### 韓流による町おこし
- 2005年12月、高知県が映画『Sweet Dreams』のロケ地として誘致を行った。スタッフ滞在費約3000万円が未払いとなり問題視されたが、日韓友好のため、未払い分の5割を支払うことで合意された[251]。
- 2010年12月、広島県庄原市、尾道市がテレビドラマ『サイン』のロケ地として誘致を行い、俳優やスタッフの滞在費用を負担した[252]。
- 2011年12月、秋田県仙北市の田沢湖駅に秋田県が舞台として登場するテレビドラマ「IRIS-アイリス-」の記念館「秋田アイリスミュージアム」が開館。
- 2012年7月、青森県弘前市がテレビドラマ『優しい男』のロケ地として誘致した[253]。
- 2012年7月、栃木県日光市はテレビドラマ『（仮題）都市征伐』のロケ地として誘致した[254]。なお、このドラマは「コンテンツの競争力不足と過度な暴力性」を理由に制作が中止されている[255]。

### 宗教
2007年から大韓イエス教長老会が大型韓流コンサート「ラブソナタ」を日本で開催し、日本人信者を獲得すべく宣教活動を行っている。

## 日本での批判と嫌韓

### 日本における韓流ブームに対する疑問や批判
- 「韓流ブームは、実際のファンの数は知れているが、コンサートチケットやグッズを買いあさる熱狂的なファンが一定数いるために、ビジネスとして成立している。手堅いソフト売り上げが見込めるために、PRの意味も込めて韓流を取りあげているのだろう。」と、韓流ブーム自体が、テレビ局の関連会社がK-POPの版権を持つ例（フジテレビと同グループのフジパシフィック音楽出版）と共に、テレビメディアによって実際より誇張されたものであるとの主張もある[257]。
- 2011年（平成23年）7月23日に俳優の高岡蒼甫が、Twitter上で、「正直、お世話になったことも多々あるけど8は今マジで見ない。韓国のTV局かと思う事もしばしば。うちら日本人は日本の伝統番組を求めていますけど。取り合えず韓国ネタ出てきたら消してます。ぐっばい」とフジテレビ（以下「フジ」）をはじめとしたテレビ局に対する批判を展開した。このことは、日韓両国のインターネットメディアにも取り上げられるなどネット上で極めて大きな騒動となり、数日後、高岡は自身が所属していたスターダストプロモーションとのマネジメント契約を解除される騒動に至った[258]。
  - これに関連してふかわりょうは、自身の番組「ROCKETMAN SHOW!!」（J-WAVE）にて、「仮に日本のテレビ局が韓国から金銭を授受して韓流を頻繁に取り上げたり、K-POPの版権を保有して儲けるために韓流を流し続けているとしたら、影響力が強い公共の電波を使って一企業の私腹を肥やすことになりよくないことである」と、テレビ局の姿勢を批判。テレビについて「テレビは時代を映すものではなくなった。テレビは完全に終わった」と語った[259]。
  - 深水黎一郎は、今回の騒動は反韓流からではなく、フジテレビ自体に問題があることが起点であり、「韓流が嫌なら見なければいい、という論理は通用しない」と主張した。国から放送免許を受けたテレビ局が、フジや子会社のコンテンツを宣伝するため、公共の電波を利用しているようにも見える。これが事実だとすれば「違法であることは子供でも分かる」と主張している。これまで他のテレビ局でも「偏向放送」はあったが、「多くの視聴者が、それが洗脳レベルに達していると感じたから騒ぎになっている」と分析し、韓流を差別しているという意見に対しては、むしろ差別されているのは日本人であり、「フジは人種差別をやめろ」とデモで訴えたいくらいだ、と主張した[260]。
- 上記2011年（平成23年）7月の高岡発言をきっかけとして、東京・お台場のフジ本社（FCGビル）周辺で、フジの韓流ゴリ押し・偏向報道反対を主張する「フジテレビ抗議デモ」が発生した。同年8月7日に、主催者発表で2,500人、週刊新潮によると600人[261]がデモ行進（この日は21日に向けたミーティングと称して行われた）し、8月21日には、13時過ぎから主催者発表で約6,000人から8,000人[262][263]、警察発表で3,500人[264]がデモ行進した。続いて同日15時過ぎからは市民団体の頑張れ日本!全国行動委員会が主催して同主張のデモと街宣活動を行い、主催者発表で約5,000人がデモ行進した[265]。この2回のデモの合計人数は、警察集計で延べ5,300人[266]。これらのデモには少なくともNHK、韓国KBS、韓国SBS、韓国MBC[267]、講談社、ジェイキャスト、ニコニコニュース、ガジェット通信、ナックルズ・ザ・タブーが取材に訪れていたことが確認されている[263]。
- 2011年11月に片山さつきが参議院総務委員会で、フジテレビが過去に「独島キャンペーン」を行ったキム・テヒをドラマ『僕とスターの99日』の主演に起用したことを批判した[268]。
- 2012年2月に日本の一部のインターネットユーザーが、自社商品のCMに「独島キャンペーン」を行ったキム・テヒを起用したロート製薬への大規模な抗議活動を予告すると、キムが来日して行われる予定だったCM発表記者会見が取り消された[269]。
- 諸外国では韓国人女性の売春業などによる韓流の負の面も広がることで、反韓・反韓流を招くことともなっている[270][271]。
- 2011年（平成23年）10月22日に紙面で公開された、朝日新聞のbeモニター（朝日新聞アスパラクラブ会員のうち1万7千人が登録）へのアンケート結果では、「韓流ドラマ見てますか」という問いに対し、「見ていない」が66%、「あまり見ていない」が10%、「時々」が13%、「よく見ている」が11%という結果が出た。また「Kポップは好きか」との問いに対しては、「聞いたことがない」が32%、「嫌い」が13%、「あまり好きではない」が32%、「まあまあ好き」が22%、「すごく好き」が1%となった。さらに「最近の韓国映画は好きか」との問いには、「見たことがない」が59%、「嫌い」が9%、「あまり好きではない」が17%、「まあまあ好き」が14%、「好き」が1%という結果となっている。
- ポニーキャニオン（フジメディアホールディングス完全子会社）の公式twitterで、2012年（平成24年）7月26日にフジテレビ韓流αの視聴率に翳りが見え、不定期放送となっていると呟いた[272]。2010年（平成22年）は平均視聴率3.9%で元々低いものであったが、さらに低くなったと報告した。

### 嫌韓
2012年8月10日に李明博大統領が現職大韓民国大統領として初めて竹島に上陸（李明博竹島上陸）し、同日に日韓対決となったロンドン五輪サッカー競技の3位決定戦後の試合会場で朴鍾佑選手が手渡されて掲げたプラカードに「독도는 우리 땅(独島はわれわれの領土)」と書かれていた事件が発生した。続いて同月14日には李明博が天皇に対し謝罪を要求し、竹島問題に関して国際司法裁判所に付託を求める日本から韓国への親書の受け取り拒否が明らかになると、日本国民の間に急速に反韓感情が高まることになった。
この一連の騒動を受けて、8月23日の衆議院予算委員会で浅尾慶一郎が「独島水泳横断キャンペーン」を行ったソン・イルグクの査証却下を提案すると、山口壮外務副大臣はこれに同意する意見を表明し、BS日テレとBSジャパンは、ソンが主演するテレビドラマの放送無期限延期を決定した。9月7日にはBS日テレの赤座弘一社長が「韓流ドラマが多すぎる」との批判が寄せられていることに触れ、韓国ドラマの放送を削減することを発表した。また一連の騒動を受けて、日本テレビ、テレビ朝日、TBSは2012年の年末年始の番組編成から韓流関連を削減する方針であり、フジテレビも韓流コンテンツの露出を減らし始めており、韓流関連コンテンツへのBSとCSでの接触率も激減しているという。
さらにスポーツ新聞やテレビのワイドショーで韓流コンテンツを取り上げる機会も激減し、韓流ドラマの写真展やグッズ販売展、韓流芸能人を起用した広告キャンペーン、K-POP歌手のコンサートのテレビ放送、韓流俳優のテレビ出演、日本で開催される予定だったK-POP歌謡祭等が軒並み中止となった。韓国への個人パック旅行にも影響が及び、関西発着の9月 - 10月予約分は前年同月比4割減となり、阪急交通社は韓国方面ツアー旅行の新聞広告を取りやめた。
2012年の年末に放送された「第63回NHK紅白歌合戦」等の各種音楽番組でも韓国人歌手の出場はなく、NHKは韓国人歌手が出場しない理由について「色んな調査を行っているが、（韓国人歌手の）それぞれの数値が昨年より下がった」と指摘し、韓流人気の衰えについて言及した。しかし、李明博の竹島上陸と韓国人歌手の不出場の関係性については「領土問題は影響しなかった」としている。一方、韓国のメディアは「日本年末3大歌謡祭、K−POP歌手全滅『韓流ボイコット』始まる」などと、韓国人歌手の不出場の理由は日本側の政治的背景によるボイコットであると報じた。

## 問題点

### 契約問題
イギリスの公共放送・英国放送協会は、韓国芸能事務所との契約を「奴隷契約」と表現し、東方神起やKARAの分裂騒動は韓国芸能界の誤った慣行によるものと報じている。また、韓国の女性アイドルグループT-ARAのメンバーは年間を通して1日も休暇が得られない労働環境を告白している。韓国で最も売れているバックダンサーでさえ月給は7万円以下で、利益のほとんどを流通会社が得ている仕組みになっている。

## 関連事件
2012年11月6日、韓流ドラマのイベント会社「サムファエンターテインメント」から、組織犯罪処罰法違反（犯罪収益収受）と詐欺ほう助の疑いで、指定暴力団住吉会系の組長が逮捕された。2006年4月以降、約460人から約10億円をだまし取り、そのうち、約1億円が暴力団の資金源になったと推測されている。
2014年、韓国金融監督院の検査結果、韓国の芸能人や財閥など44人が不動産など1300億ウォンにのぼる海外財産を申告せずに所有していたことが発覚した。

## 韓国政府との関係性
1990年代後半のアジア通貨危機以来、自国市場規模の小さい韓国は輸出産業に活路を求め、国を挙げて力を入れてきた。2009年には、大韓民国大統領直属の大韓民国国家ブランド委員会が設置され、韓国の官民（政府系民間組織含む）挙げて国家ブランド価値向上のための対外文化広報を行っている。主に、伝統文化やハイカルチャー分野を韓国文化院が担い、大衆文化や民間企業のコンテンツ産業については韓国コンテンツ振興院（KOCCA）が担っている。また、韓国政府が後援する民間団体のVANKなども、積極的な宣伝活動を行っている。
2009年に設立された韓国コンテンツ振興院は、国家戦略として映画・放送映像（韓流テレビドラマ）・K-POP・ゲーム・アニメ・マンファ・キャラクターなどのコンテンツ産業の振興を図り、コンテンツ制作と輸出と宣伝に多額の国費を投入して、強力に後援している。2010年10月29日には、東京国際フォーラムホールAで新しい韓国アーティストを紹介するK-POPショーケースが全席無料招待で開催され、2011年には、「欧州など海外で『新韓流ブーム』を巻き起こしている」とされているK-POPの今後のインフラ拡充や、韓流スター育成に向けたK-POPアカデミー（仮称）支援事業、2015年までの4年間で1兆ウォンの予算を投資するグローバルファンドを通じて韓流コンテンツ制作などを推進する予定であることなどが発表された。韓流コンテンツを制作する人材を育成する機関は「K-Artsアカデミー」と命名され2012年4月から運営が開始される。
またフランスで開催されたJapan Expoやスペインで開催されたSalón del Manga de Barcelonaなどの国際イベントでも、韓国コンテンツ振興院がブースを出展してK-POPや韓国漫画（マンファ）などの韓国文化の紹介を積極的に行っている（詳細は「Japan Expo#韓国」を参照）。
コンテンツ制作企業に制作費の10%の輸出実績があれば、韓国政府が金融機関に貸し出し保証書を発行し、これにより韓国のコンテンツ制作企業は金融機関から積極的に融資を受けることができるようになっている。コンテンツ制作企業から輸出先企業に補助金が支払われることもあり、韓国ドラマの放映権を購入した台湾のある企業は、買い付け金額以上の補助金がもらえたときもあったという。韓国の積極的なコンテンツ輸出政策と（近年は高騰傾向にあるものの）買い付け費用が安くすむことで、東アジアや東南アジアでドラマ・映画・音楽などの韓流コンテンツが広く受け入れられるようになっている。
このように国を挙げたグローバルな拡販政策を展開してきたことで、韓流コンテンツの輸出額は2007年 - 2010年には1億8900万ドルから3億1300万ドルと成長した。その一方で特定市場、特に日本への一極依存体質や収益構造の問題も指摘されており、欧米でもライブを行うK-POPは、アジアでの売上げが全体の99%を占め、日本が80.8%と突出している。利益配分も「KARA」の日本での収益を例に試算すると、84%は日本側流通業者、8%が日本側プロモーターに渡り、KARA所属芸能事務所の手元に残るのは8%に過ぎない。このように日本がライセンス契約によってほとんどの利益を得ており、日本市場への「対日偏重」と「収益不均衡」のジレンマについて、韓国側でもコンテンツビジネス上の問題点と認識され、韓流ビジネスに対する疑問の声もある。

### 日本のコンテンツビジネスへの影響
韓流への対抗として、日本の財界もコンテンツビジネスの海外展開をはかっているが、結果は芳しくない。日本の実写コンテンツは国際人気がない。音楽業界では、海外展開そのものが低調であり、内容自体も工夫がない。文化庁の調査結果から、業界全体が巨大な国内セル市場に安穏として、厳しい国際市場に乗り込む意思がないことがわかる。また国際展示会などのアピールにおいても、低調ぶりが伝えられている。
読売新聞は2012年12月4日夕刊のコラムにおいて、韓流は東南アジアで安く買い叩かれても、文化的アピールを拡大する国策として支援しているので、コンテンツの供給ができるが、同様に買い叩かれる日本のコンテンツでは、国の支援が薄くとても勝負できないとして、日本政府は「腹をくくるべき」だと論じた。また、日本民間放送連盟も、2012年11月6日の定例会見において「日本の製品や文化、暮らしぶりといったものに対して、海外の方々に憧れを抱いていただけるよう日本の放送コンテンツを海外に発信することは、最終的に日本のためになる」と文化的アピールとしての観点から、日本政府の支援を求めている。

## 韓国地方自治体の動き

### 韓流テーマパーク
2004年に韓流の影響を受けて旅行者が増えていることに着目した孫鶴圭京畿道知事が、2008年までに韓流テーマパークをソウル近郊の高陽市に建設すると表明した。米国のハリウッドにあやかって「ハルリュ（韓流）ウッド」と命名し、総額2兆ウォン（約2,000億円）を投じて映画撮影場や映画館、公演ホール、博物館、ショッピング施設、ホテルを建設するとされていた。2009年に「韓流ワールド」に名称が変更され2012年に完成予定とされた。2019年アリーナ建設が決まり2024年完成予定となっている。また2012年には仁川国際空港のそばに韓流博物館の建設が計画されている。

## 関連データ
| 地域         | 2000年    | 2001年    | 2002年    | 2003年    | 2004年    | 2005年    | 2006年    | 2007年    | 2008年    | 2009年    | 2010年    |
| 韓国         | 2,472,054 | 2,377,321 | 2,320,820 | 1,802,163 | 2,443,070 | 2,439,809 | 2,338,921 | 2,235,963 | 2,378,102 | 3,053,311 | 3,023,009 |
| 中国         | 2,201,528 | 2,384,500 | 2,925,500 | 2,251,266 | 3,334,251 | 3,389,976 | 3,748,882 | 3,977,479 | 3,446,117 | 3,317,400 | 3,731,100 |
| 台湾         | 916,301   | 971,190   | 996,834   | 657,053   | 887,311   | 1,124,394 | 1,161,489 | 1,166,193 | 1,086,691 | 1,000,661 | 1,080,153 |
| 香港         | 1,382,417 | 1,336,538 | 1,395,020 | 867,160   | 1,126,250 | 1,210,848 | 1,311,111 | 1,324,336 | 1,324,797 | 1,204,490 | 1,316,618 |
| タイ         | 1,202,164 | 1,177,599 | 1,239,421 | 1,042,349 | 1,212,213 | 1,196,654 | 1,311,987 | 1,277,638 | 1,153,868 | 1,004,438 | 993,674   |
| マレーシア   | 455,981   | 397,639   | 354,563   | 213,527   | 301,429   | 340,027   | 354,213   | 367,567   | 433,462   | 395,746   | 415,881   |
| シンガポール | 929,670   | 755,766   | 723,420   | 434,064   | 598,821   | 588,535   | 594,404   | 594,511   | 571,020   | 489,940   | 528,817   |
| フィリピン   | 390,517   | 343,840   | 341,867   | 322,896   | 382,307   | 415,456   | 421,808   | 395,012   | 359,306   | 324,980   | 358,744   |
| バリ島       | 362,270   | 1,356,774 | 301,380   | 185,751   | 326,397   | 310,139   | 255,767   | 351,604   | 354,817   | 319,473   | 246,350   |

| 地域         | 2011年    | 2012年    | 2013年    | 2014年    | 2015年    | 2016年    |
| 韓国         | 3,289,051 | 3,518,792 | 2,747,750 | 2,280,434 | 1,837,782 | 2,297,893 |
| 中国         | 3,658,300 | 3,518,200 | 2,877,500 | 2,717,700 | 2,497,700 |           |
| 台湾         | 1,294,758 | 1,432,315 | 1,421,550 | 1,634,790 | 1,627,229 | 1,891,655 |
| 香港         | 1,283,687 | 1,254,602 | 1.057,033 | 1,078,766 | 1,049,272 | 1,092,329 |
| タイ         | 1,127,893 | 1,373,716 | 1536425   | 1,267,886 | 1,381,716 | 1,439,629 |
| マレーシア   | 386,974   | 470,008   | 513,076   | 553,106   | 483,569   |           |
| シンガポール | 656,406   | 757,116   | 832834    | 824,741   | 789,179   | 783,721   |
| フィリピン   | 375,496   | 412,474   | 433,705   | 463,744   | 495,662   | 535,238   |
| バリ島       | 182,908   | 189,821   | 207,829   | 218,888   | 226,699   | 233,387   |

## 関連人物
- 成田豊 - 電通会長。2002 FIFAワールドカップを日韓共催に推し進め、日本やアジアにおける「韓流ブーム」を推進した。韓日文化交流事業を30年にわたって積極的に後援した功労が評価され、2009年に韓国政府より「修交勲章光化章」受章。
- 古家正亨 - K-POP普及に貢献したことを評価され、2009年に「韓国政府褒章文化体育観光部長官褒章」を受章。